# 巴特加奥恩
巴特加奥恩（Bhatgaon），是印度恰蒂斯加尔邦Raipur县的一个城镇。总人口8221（2001年）。

## 人口
该地2001年总人口8221人，其中男性4116人，女性4105人；0—6岁人口1235人，其中男628人，女607人；识字率59.25%，其中男性为72.52%，女性为45.94%。